# Rébellions jacobites

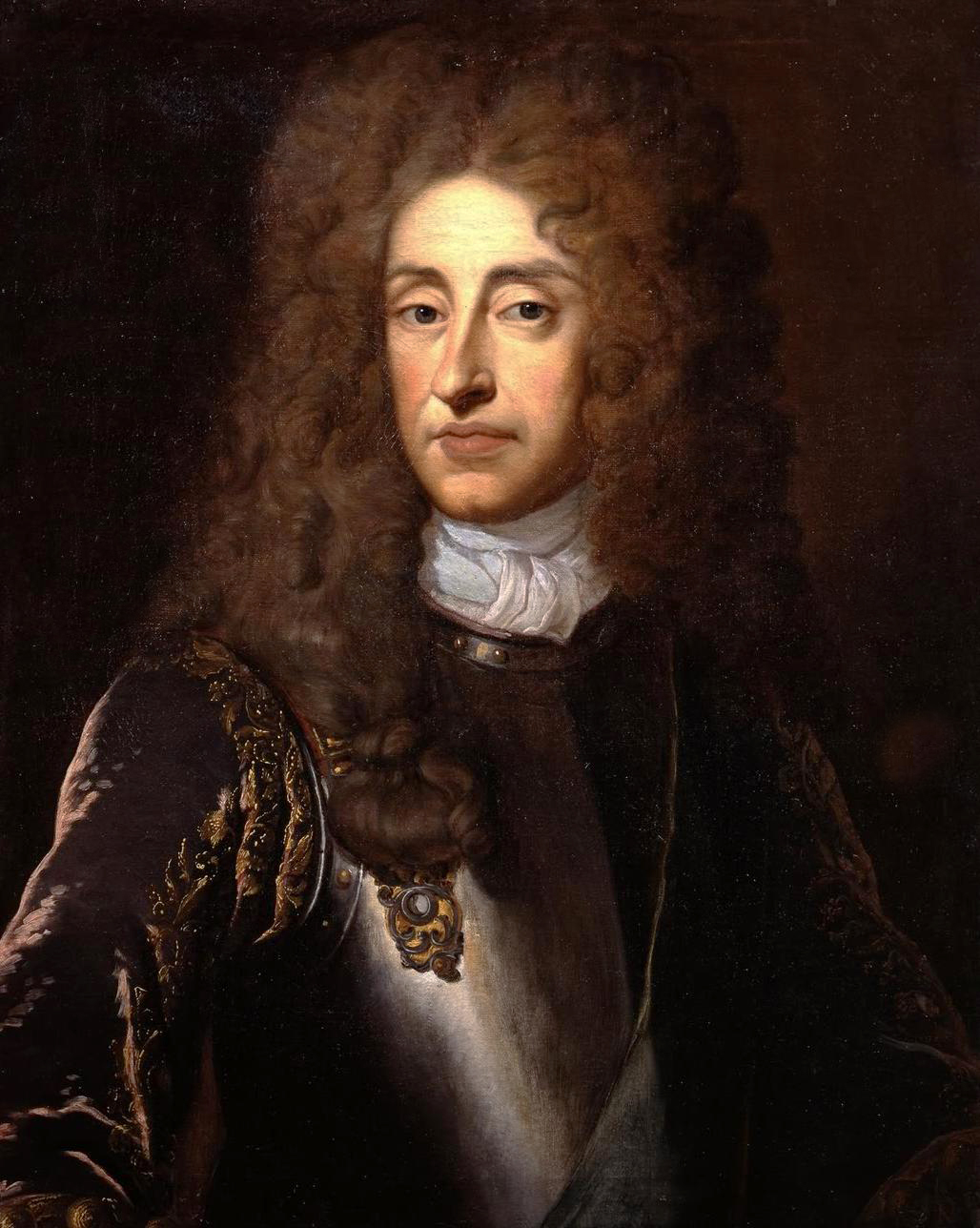
Jacques II d'Angleterre, peint par Godfrey Kneller en 1684.

Les rébellions jacobites (ou révoltes jacobites) sont une série de soulèvements, de rébellions et de guerres s'étant déroulées dans les îles Britanniques (en Grande-Bretagne et en Irlande) entre 1688 et 1746. Leur objectif commun était de ramener Jacques Stuart, VII d'Écosse et II d'Angleterre (le dernier roi catholique de la monarchie britannique), et, plus tard, ses descendants de la maison Stuart, sur le trône dont ils avaient été privés par le Parlement après la Glorieuse Révolution de 1688. Ces révoltes tirent leur nom du jacobitisme, lui-même issu de Jacobus, l'équivalent latin de Jacques (James en anglais).
La majorité des insurrections ont été qualifiées de rébellions jacobites par les gouvernements hanovriens en place ; mais ces derniers étaient considérés comme des usurpateurs par les partisans des Stuart. Les première et seconde rébellions jacobites étaient alors nommées respectivement « le Quinze » et « le Quarante-Cinq », en référence aux années où elles se sont tenues (1715 et 1745). Bien que ces révoltes soient des événements à part entière, elles sont cependant à intégrer dans une série de plus importantes campagnes militaires européennes visant à restaurer les Stuart sur les trônes d'Écosse et d'Angleterre (et après 1707, celui de Grande-Bretagne).
Jacques II est déchu en 1688, à l'occasion de la Glorieuse Révolution. Les trônes sont alors réclamés par sa fille Marie II, de confession protestante, et son époux, le Hollandais Guillaume III d'Orange qui se trouve être le gendre et le neveu du roi Stuart. Malgré le traumatisme du massacre injustifié de Glencoe (1692), les révoltes se poursuivent, et même s'intensifient, après l'accession de la maison de Hanovre au trône britannique en 1714 et le couronnement de George Ier. Elles continuent jusqu'à la dernière rébellion jacobite (« le Quarante-Cinq »), menée par le « Jeune Prétendant » Charles Édouard Stuart, anéantie au cours de la bataille de Culloden en 1746, brisant définitivement tout espoir réaliste d'une restauration des Stuart.

## Glorieuse Révolution
Avant la seconde moitié du XVIIe siècle, les royaumes de Grande-Bretagne souffrent un temps d'agitation politique et religieuse au cours des guerres des Trois Royaumes. Le Commonwealth d'Angleterre a disparu avec la Restauration de Charles II, le rétablissement de l'Église d'Angleterre et l'imposition d'un gouvernement épiscopal de l'Église.
En 1685, à Charles II succède son frère, catholique, Jacques II et VII (James). Jacques n'est pas favorable aux covenantaires qu'il considère comme des fauteurs de troubles. Il tente aussi d'imposer la tolérance religieuse en faveur des catholiques et, dans une moindre mesure, des protestants dissidents, contrariant ainsi de nombreux membres de l'élite anglicane. Ses vaines tentatives de courtiser les presbytériens écossais ne lui ont pas valu une grande popularité parmi eux non plus, surpris par cette volte-face après qu'il avait tenté de les éliminer. Cependant, malgré toutes ces actions considérées comme impopulaires, ses sujets toléraient Jacques parce qu'il avait déjà plus de 50 ans et que ses deux filles étaient mariées à des protestants. Il semblait clair à tout le monde que le règne de Jacques serait court et que le trône allait rapidement revenir aux mains des protestants.
En 1688 cependant, la seconde épouse de Jacques, Marie de Modène, met au monde un fils, le prince Jacques (James Francis), créant la perspective d'une dynastie catholique. En effet, en raison des lois de succession anglaise et écossaise, le prince Jacques a immédiatement supplanté ses sœurs aînées comme héritier du trône.
Les « Sept Immortels » invitent la fille de Jacques, Marie (Mary), et son époux et cousin Guillaume d'Orange (William) à déposer le Roi et à régner conjointement à sa place. Le 4 novembre 1688, Guillaume débarque à Torbay avec son armée. Le lendemain, Jacques fuit Londres et se réfugie en France le 23 décembre. En février 1689, la Glorieuse Révolution change formellement l'Angleterre de monarque, mais de nombreux catholiques, épiscopaliens et royalistes tories soutiennent toujours Jacques comme le seul monarque constitutionnellement légitime.
L'Écosse tarde à reconnaître Guillaume, qui convoque une Convention des États ; elle se réunit le 14 mars 1689 à Édimbourg et étudie une lettre conciliante de Guillaume, opposée à une lettre hautaine de Jacques. Dans le camp de Jacques, une modeste force de cinquante cavaliers réunis par John Graham de Claverhouse, vicomte de Dundee. Graham se retire cependant au bout de quatre jours, quand le ralliement à Guillaume devient évident. La convention reconnaît ses limites, et Guillaume et Marie sont proclamés à Édimbourg le 11 avril 1689, et sont finalement couronnés à Londres en mai. Enfin, Guillaume et Marie acceptent que l'Église d'Écosse devienne une institution épiscopalienne, plus encline à suivre les directives de la royauté. Ainsi, la potentielle popularité du jacobitisme en Écosse est nettement diminuée.

### Guerre orangiste en Irlande

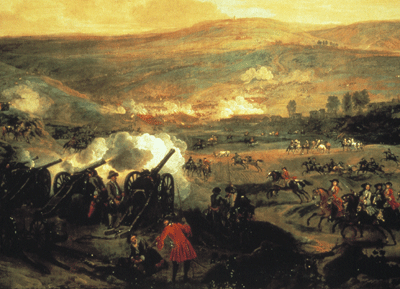
Bataille de la Boyne, peinture de Jan Wyck.

La guerre orangiste en Irlande est le premier des conflits liés aux tentatives de Jacques II pour reconquérir son trône. Elle oppose les jacobites et catholiques irlandais alliés au royaume de France à Guillaume III d'Angleterre, appuyé par les Provinces-Unies, à la tête d'une armée composée d'Anglais, d'Écossais, de Hollandais, de huguenots français, de Danois, de Norvégiens et d'orangistes et protestants irlandais.
Cette guerre a influencé la révolte jacobite en Écosse qui commence à peu près au même moment avec l'insurrection de « Bonnie Dundee ». Quand elle prend fin en octobre 1691 après la bataille d'Aughrim et le siège de Limerick, l'armée jacobite irlandaise quitte l'Irlande pour la France, devenant la brigade irlandaise, qui fournit des troupes auxiliaires durant la seconde révolte jacobite de Quarante-Cinq en Écosse.

### Révolte de 1689-1692 en Écosse
Guerre de la Ligue d'Augsbourg
Guerre orangiste en Écosse
Batailles
- Loup Hill (en) (1689)
- Killiecrankie (1689)
- Dunkeld (1689)
- Cromdale (1690)
- Glencoe (1692)

Le 16 avril 1689, John Graham, après être rentré de la Convention d’Édimbourg, dresse l'étendard de Jacques sur le sommet de la colline (en) de Dundee avec moins de 50 hommes à ses côtés. Fidèle de Jacques VII, il a participé à la répression des covenantaires. Pour cette raison, les historiens presbytériens l'ont plus tard qualifié de Bluidy Clavers (« Clavers le sanglant »), mais, aujourd'hui, on se souvient de lui comme de Bonnie Dundee (en) (« Dundee le Bel »), en référence aux paroles d'une chanson populaire écrite par le poète Walter Scott en 1830.
Pendant ce temps, Jacques est arrivé en Irlande, promettant à Graham le soutien des troupes irlandaises pour appuyer la révolte en Écosse. Au début, le vicomte Dundee éprouve des difficultés à réunir des partisans. L'inefficacité du major-général orangiste Hugh Mackay (en) à lutter contre Dundee rallie de nombreux Écossais. Deux cents soldats irlandais parviennent avec succès à rejoindre Kintyre, s'ajoutant aux forces de Dundee. Ce dernier obtient aussi des renforts des clans catholiques et presbytériens de l'ouest des Highlands, ainsi que, plus discrètement, de certains nobles des Lowlands. Cela inclut plusieurs membres de la pairie du royaume, comme James Seton (en), comte de Dunfermline (ancien membre du Conseil privé écossais (en) et désormais commandant de la cavalerie de Dundee) ; James Galloway, lord Dunkeld ; James Haliburton de Pitcur ; Sir George Barclay ; lord William Murray ; Alexander Fraser, le frère aîné de Simon Fraser (futur lord Lovat) ; et Gilbert Ramsay, un célèbre avocat d'Édimbourg.
En juillet, les jacobites disposent de 8 bataillons et de 2 compagnies, presque tous constitués d'Highlanders. Dundee gagne la confiance des clans écossais en cultivant le fait que l’Highlander est un gentilhomme qui considère que l’allégeance à son chef et son clan, chacun avec son étiquette et ses préséances, importait davantage qu'une adhésion au jacobitisme. Alors que l'infanterie anglaise est entraînée à combattre en formation, la méthode des Highlanders est bien moins formelle. Après s'être assuré que rien ne l'encombrerait pendant la bataille, en particulier son plaid, l'Highlander se baisse ou se met à couvert lorsque l'ennemi fait feu. Il riposte vaguement, puis se précipite vers son adversaire en hurlant. Il est armé d'une épée large (broadsword ou claymore) et d'un bouclier (targe), ou de toute autre arme à sa disposition, parfois une fourche ou une hache de Lochaber. La « Highland charge (en) » était dévastatrice pour les troupes en ligne, qui devaient à la fois reformer leur lignes déconstruites, recharger leurs mousquets et fixer leurs nouvelles baïonnettes.
Cette tactique des Highlanders a défait une armée de Lowlanders fidèle à Guillaume, pourtant bien supérieure en nombre, au cours de la bataille de Killiecrankie, le 27 juillet 1689. Près de deux mille Lowlanders perdent la vie, ainsi qu'environ six cents Highlanders (un tiers de leur force), des Lowlanders jacobites et Dundee lui-même est tué pendant la bataille. Au cours des combats de rue de la bataille de Dunkeld, le 21 août, les Highlanders jacobites reculent devant les Cameroniens (constituant désormais un régiment gouvernemental). La majeure partie du Nord de l'Écosse demeure hostile au gouvernement de Guillaume et les expéditions envoyées pour soumettre les Highlands échouent les unes après les autres, se transformant en une série d'escarmouches. Les forces jacobites subissent une défaite cuisante à Cromdale le 1er mai 1690. Plus tard ce mois de mai, le major-général Mackay construit Fort William sur le site d'un ancien fort construit par Cromwell en plein milieu des Highlands.
En juin parvient la nouvelle de la victoire de Guillaume d'Orange sur Jacques II lors de la bataille de la Boyne et de la ruine des espoirs jacobites. Le 17 août 1691, Guillaume offre le pardon à l'ensemble des clans des Highlands pour leur participation à la rébellion jacobite, à condition qu'ils lui aient prêté un serment d'allégeance avant le 1er janvier 1692 devant un magistrat. Les chefs des clans des Highlands envoient un mot à Jacques, à présent en exil en France, dans lequel ils lui demandent la permission de prêter ce serment. Jacques hésite, avant de l'autoriser dans un message qui ne parvient à ses destinataires qu'à la mi-décembre. Malgré un hiver rude, quelques-uns parviennent à prêter serment à temps. La brutalité du massacre de Glencoe en février 1692 précipite les ralliements, et, au printemps, tous les chefs jacobites ont prêté serment au roi Guillaume.

## Le «Vieux Prétendant»

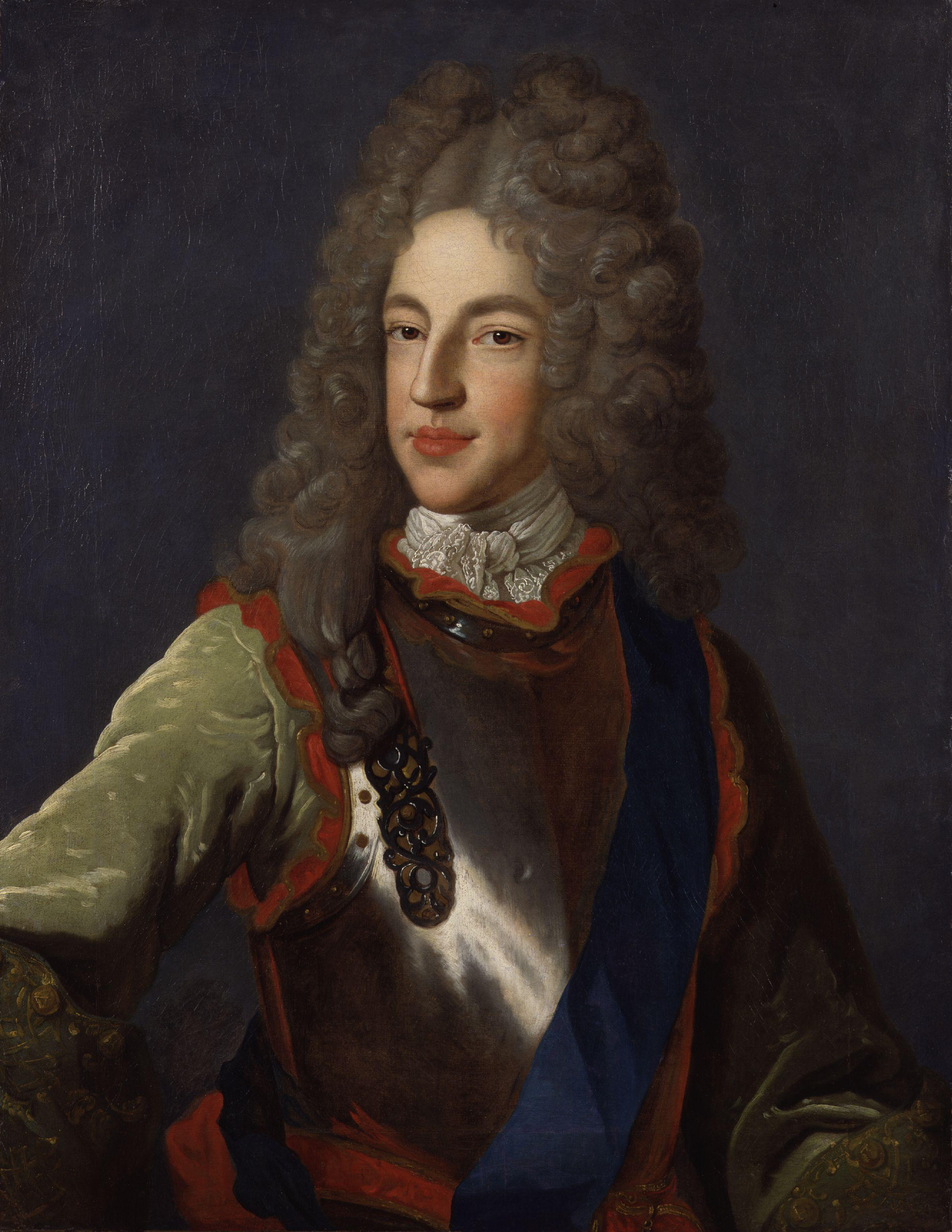
Jacques François Stuart (1688-1766), le « Vieux Prétendant. »

Après la mort de Jacques II en 1701, la revendication jacobite a été transmise à son seul fils légitime, Jacques François Stuart (James Francis Edward Stuart, 1688-1766). Ses partisans l'ont proclamé Jacques III d'Angleterre et d'Irlande et VIII d'Écosse. Le roi de France Louis XIV et le pape Clément XI l'ont tous deux officiellement reconnu. Ce n'est que plus tard que Jacques III a été surnommé le « Vieux Prétendant » afin de le distinguer de son fils, Charles Édouard Stuart (1720-1788), le « Jeune Prétendant. »

### Tentative d'invasion en 1708
Après une brève paix, la guerre de Succession d'Espagne de 1701 installe sur le trône Philippe de France, et renouvelle par là-même le soutien des Français aux jacobites dans une lutte commune contre les Anglais. En 1708, Jacques Stuart, le Vieux Prétendant, embarque à Dunkerque avec 6 000 soldats français dans plus de 30 navires de la marine française. Leur tentative de débarquement dans l'embouchure de la Forth est contrecarrée par la Royal Navy sous le commandement de l'amiral George Byng. Malgré les protestations de Jacques lui-même, l'amiral français, Claude de Forbin, choisit de ne pas prendre le risque d'un débarquement et choisit la retraite. Byng poursuit la flotte française et la contraint à battre en retraite vers le nord de l'Écosse, perdant navires et de nombreux hommes lors de naufrages sur la route de Dunkerque.
Cette tentative d'invasion manquée, rapidement matée par la Royal Navy, a lieu un an après l'Acte d'Union de 1707, qui unit l'Angleterre à l'Écosse au sein du royaume de Grande-Bretagne, sécurisant la religion des presbytériens pratiquée majoritairement au sud de la rivière Tay.
Un certain nombre de lairds jacobites s'était rassemblés à Brig o' Turk (en) pour soutenir l'invasion de Jacques. Ils sont arrêtés et emprisonnés à Newgate avant d'être transférés au château d'Édimbourg et jugés pour haute trahison. Ils sont cependant acquittés des charges qui pesaient contre eux, la seule preuve contre eux étant qu'ils avaient trinqué à la santé de Jacques.

### Première rébellion de 1715 («Le Quinze»)
Batailles
- Preston
- Sheriffmuir
- Glen Shiel

À la suite de l'accession au trône de Grande-Bretagne de George Ier de Hanovre en 1714, les jacobites tories d'Angleterre conspirent afin d'organiser une révolte armée contre le nouveau gouvernement hanovrien. mais ils se montrent indécis et sont effrayés par l'arrestation de leurs chefs. Cependant, en Écosse se déroule ce qu'il est convenu d'appeler, depuis, la première rébellion (ou révolte) jacobite de 1715.
Le traité d'Utrecht a mis fin en 1713 aux hostilités entre la France et la Grande-Bretagne. Exilé en France, Jacques Stuart, le Vieux Prétendant, correspond avec John Erskine, le comte de Mar et, à l'été 1715, il l'appelle à soulever les clans. Mar, surnommé « Bobbin' John », quitte Londres et se précipite vers Braemar, où il convoque les chefs de clans à « une grande partie de chasse » le 27 août 1715. Le 6 septembre, il proclame Jacques comme « leur souverain légitime ». La proclamation de Mar forme une alliance des clans et des Lowlanders du nord, qui accourent rapidement de toutes les régions des Highlands.
Les hommes de Mar s'emparent sans opposition de Perth le 14 septembre. Son armée s'agrandit, atteignant environ 8 000 hommes. Une armée de moins de 2 000 soldats sous les ordres de John Campbell, le duc d'Argyll investit Stirling pour la Couronne, et Mar, indécis, maintient ses troupes à Perth. Il attend l'arrivée de William Mackenzie, le comte de Seaforth, attendu avec un corps des clans du nord, mais Seaforth a été retardé par l'attaque de clans loyalistes. De plus, les soulèvements prévus respectivement au pays de Galles, dans le Devon et en Cornouailles (en) sont prévenus par l'arrestation des jacobites locaux par le gouvernement.
Vers le 6 octobre, une troupe de 300 cavaliers dans le nord de l'Angleterre menés par Thomas Forster, un châtelain du Northumberland, rejoint un soulèvement dans le Sud de l'Écosse sous les ordres du William Gordon, vicomte de Kenmure. Le comte de Mar leur envoie une troupe jacobite commandée par le général de brigade Mackintosh de Borlum (en) qui quitte Perth le 10 octobre. Mais après avoir traversé le Firth of Forth, elle est détournée par une attaque sur Édimbourg qui n'est alors pas défendue. Après s'être emparée de la citadelle de Leith, elle est chassée par l'arrivée des forces d'Argyll. Les troupes de Mackintosh, qui comptent 2 000 hommes, avancent vers le sud et rencontrent leurs alliés à Kelso dans les Scottish Borders le 22 octobre ; ils perdent plusieurs jours à se disputer sur la tactique à adopter. Les Écossais veulent vaincre les forces gouvernementales dans les environs ou attaquer Dumfries et Glasgow, mais les Anglais sont déterminés à marcher au sud vers Liverpool, espérant rallier 20 000 recrues patientant dans le Lancashire.
Les Highlanders refusent de marcher vers l'Angleterre, et malgré quelques mutineries ou défections, la majorité accepte de suivre les Anglais. Mais bien loin d'être accueillis les bras ouverts comme ils l'espéraient, les jacobites font face à l'hostilité armée de la milice anglaise, et ne récupèrent que très peu de recrues. Ils entrent sans opposition dans Lancaster et trouvent quelque 1 500 recrues lorsqu'ils rejoignent Preston le 9 novembre. Avec une force comptant maintenant près de 4 000 soldats, ils sont cependant surpris par l'armée hanovrienne (comprenant les Cameroniens) au cours de la bataille de Preston (en). Les jacobites remportent le premier jour de la bataille après avoir tué un grand nombre de soldats fidèles à George Ier. Mais les renforts gouvernementaux ne tardent pas, et les survivants de l'armée jacobite se rendent finalement le 14 novembre.
Pendant ce temps, en Écosse, lors de la bataille de Sheriffmuir, le 13 novembre, l'armée de Mar ne parvient pas à vaincre une troupe inférieure en nombre commandée par le duc d'Argyll, et Mar bat en retraite vers Perth, tandis que l'armée gouvernementale se rassemble. Le 22 décembre, un navire venant de France conduit finalement le Vieux Prétendant à Peterhead, mais, souffrant, il est trop faible pour encourager ses partisans. Il installe brièvement sa cour à Scone, dans le Perthshire. En visite de ses troupes à Perth, il ordonne d'incendier les villages environnant afin de gêner l'avancée, rendue pénible par la neige, du duc d'Argyll. Les Highlanders s'enthousiasment par l'idée d'une bataille prochaine, mais les conseillers de Jacques décident d'abandonner leur tentative et ordonnent une retraite vers la côte, sous le prétexte de trouver une meilleure position. Jacques embarque à bord d'un bateau à Montrose et s'échappe vers la France le 4 février 1716, laissant ses partisans des Highlands se débrouiller.

### Rébellion de 1719 («Le Dix-Neuf»)

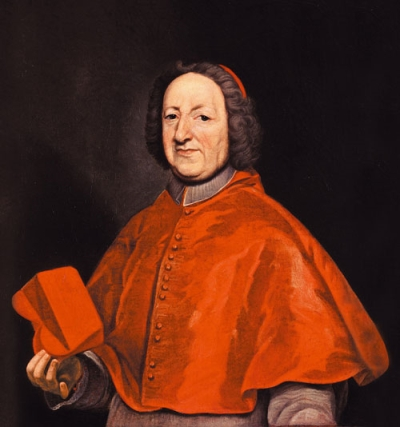
Le cardinal Giulio Alberoni.

La France ayant signé la paix avec la Grande-Bretagne et les deux royaumes profitant d'un relatif apaisement dans les relations franco-anglaises, les jacobites trouvent un nouvel allié avec le cardinal Giulio Alberoni, ministre du roi d'Espagne. Une armée d'invasion embarque en 1719 à bord de deux frégates et débarque en Écosse, pour soulever les clans, alors que 27 navires transportent 5 000 hommes en Angleterre, mais ces derniers sont dispersés par des tempêtes avant d'avoir pu débarquer.
Les deux frégates espagnoles jettent l'ancre à Loch Duich et débarquent une force jacobite de 300 soldats espagnols menés par William Murray et George Keith. Ils s'emparent du château d'Eilean Donan, mais rencontrent seulement un tiède soutien des petits clans locaux. Le château est bombardé et en partie détruit par la force navale de reconnaissance de la Royal Navy le 10 mai, et le reste des soldats espagnols sont contraints de se rendre aux forces gouvernementales lors de la Bataille de Glen Shiel le 10 juin.

### Conséquences des révoltes

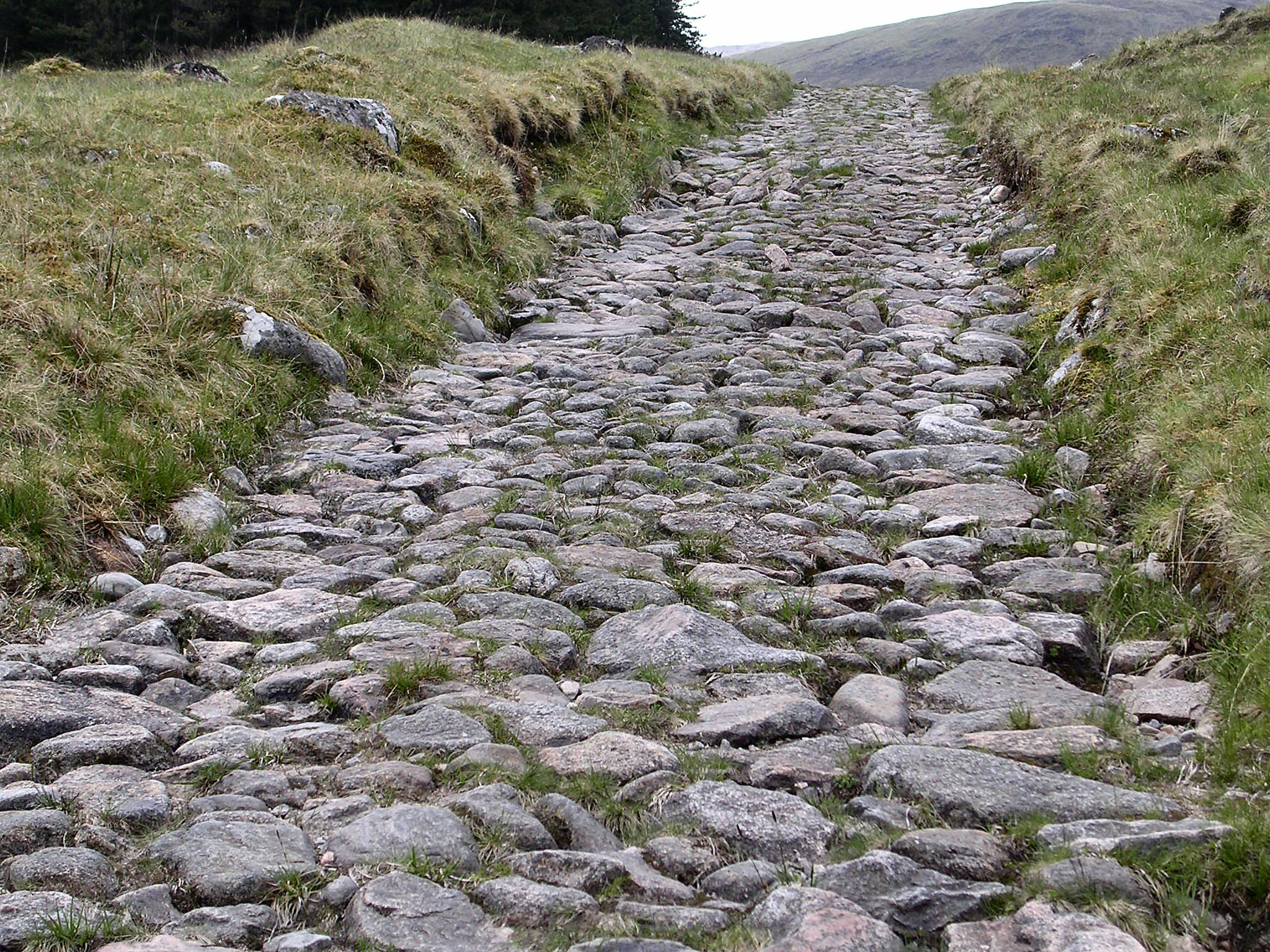
Une portion des Wade Roads sur le Corrieyairack Pass.

À la suite de la première rébellion, le Disarming Act (en) et le Clan Act tentent vainement de soumettre les Highlands écossais. Des garnisons gouvernementales sont construites ou agrandies à Fort William, à Kiliwhimin (futur Fort Augustus) et à Fort George (Inverness), alors que des casernes sont édifiées à Ruthven, Bernera (Glenelg) et Inversnaid, reliées entre elles et avec le sud par les célèbres Wade Roads, des routes militaires construites par le général George Wade.
En 1725, Wade crée aussi des milices nommées les Highland Watches et le célèbre Black Watch, devenant officiellement le 42nd Regiment of Foot, dont la fonction était d'assurer la paix dans les Highlands. Le Black Watch est créé à partir des milices du clan Monroe En 1743, elles sont envoyées combattre dans les Flandres. Le Black Watch participe à la bataille de Fontenoy sous les ordres du colonel Monroe.
D'une manière générale, le gouvernement a adopté une approche plutôt « douce » et a tenté de « gagner les cœurs et les esprits » en autorisant le gros des rebelles vaincus à retrouver leurs foyers. Il a aussi utilisé 20 000 £ des revenus de domaines abandonnés pour établir des écoles dans les Highlands, gérées par des presbytériens et enseignant en scots (dans une double-tentative de promouvoir le scots au détriment de la langue des Highlands, le gaélique écossais, et le presbytérianisme au détriment de l'épiscopalisme ou du catholicisme).

## Le «Jeune Prétendant»

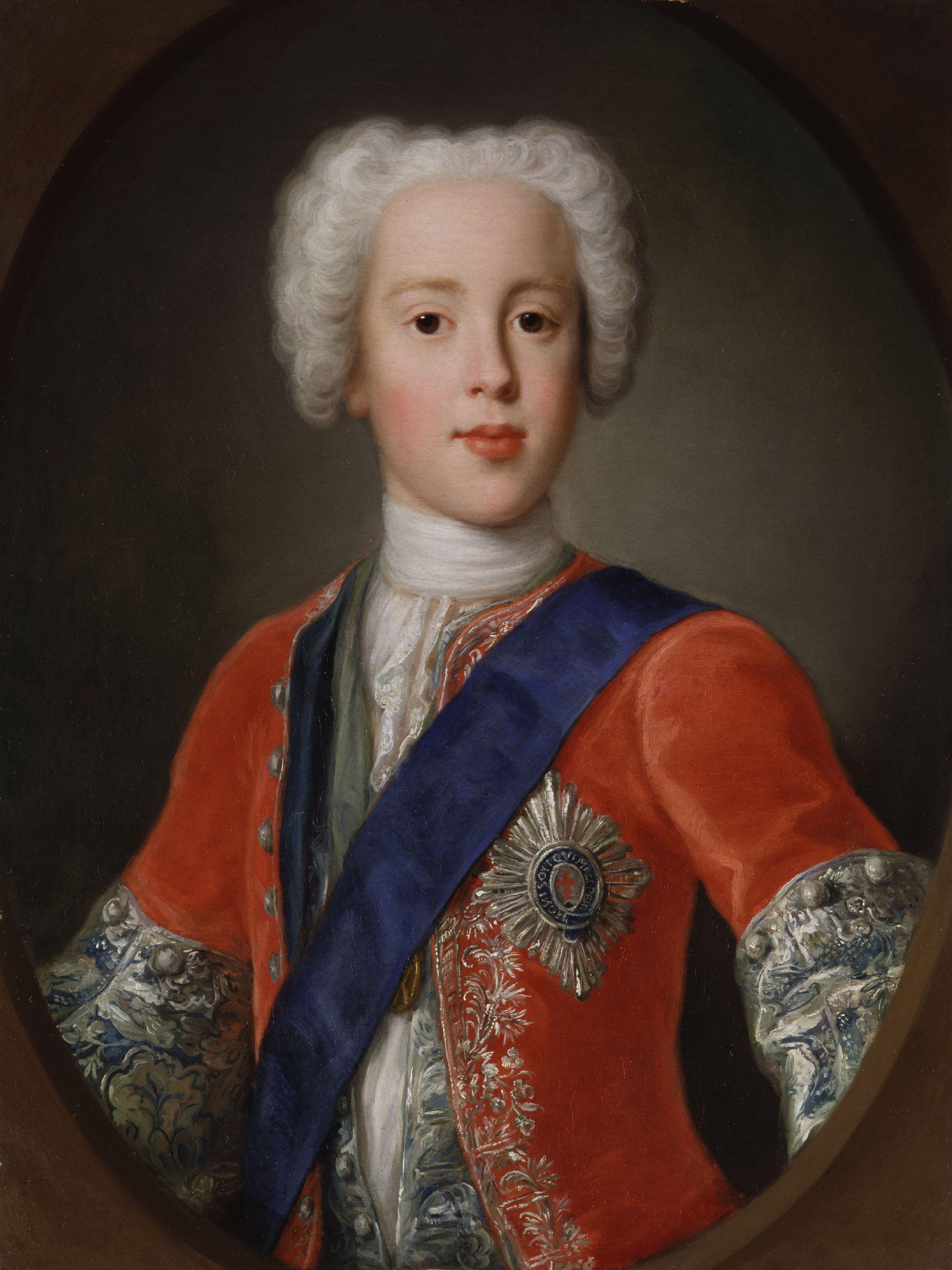
Charles Édouard Stuart (1720-1788), le « Jeune Prétendant. »

### Tentative d'invasion de 1744
En 1743, la guerre de Succession d'Autriche déclenche un conflit ouvert entre la Grande-Bretagne et la France, bien qu'officieux. Les chefs jacobites anglais demandent à la France d'organiser une intervention armée. En réponse, le maître de la cavalerie du roi de France est envoyé dans le Sud de l'Angleterre pour rencontrer les tories et discuter de leur projet,. En novembre 1743 Louis XV autorise une invasion à grande échelle du sud de l'Angleterre pour février 1744 dans une attaque surprise. Le plan était que les troupes françaises (10 000 à 12 000 hommes menés par Maurice de Saxe) allaient embarquer de Dunkerque avec Charles Édouard Stuart sur des barges guidées par des pilotes anglais jacobites, afin de rejoindre Maldon dans l'Essex. Là, ils allaient être rejoints par les tories locaux, avant de marcher sur Londres. Charles (plus tard connu sous le nom de « Bonnie Prince Charlie » ou du « Jeune Prétendant »), vivait alors en exil à Rome avec son père, Jacques Stuart, le Vieux Prétendant), se précipite en France pour organiser l'attaque.
Le 13 février, le gouvernement anglais ignore toujours le projet français, et malgré le fait que le gouvernement arrête de nombreux suspects jacobites, le plan est déclenché le 24 février. Toutefois, l'une des pires tempêtes du siècle éclate, dispersant la flotte française, alors qu'elle était sur le point de traverser la Manche, détruisant un bateau et en mettant cinq hors d'usage. Les barges avaient commencé à embarquer environ 10 000 soldats et la tempête a causé de nombreuses pertes parmi les hommes et détruit d'importants équipements de transport de troupes. Le 28 février, Charles se voit officiellement notifier que l'invasion est annulée. Les Britanniques dénoncent avec véhémence la présence de Charles en France, et celle-ci finit par déclarer la guerre à la Grande-Bretagne, mais sans pour autant continuer d'aider Charles à reconquérir son trône.

### Seconde rébellion jacobite de 1745 («Le Quarante-Cinq»)
Guerre de Succession d'Autriche
Seconde rébellion jacobite
Batailles
- Prestonpans
- Falkirk
- Culloden

Le lien est si fort entre 1745 et la révolte dans la mentalité gaélique que l'année est désignée comme la Bliadhna Theàrlaich (« l'année de Charles ») en gaélique écossais.

#### Départ de France
Charles Stuart continue à croire à un projet de conquête du trône britannique. En 1744, un petit nombre de chefs de clans écossais des Highlands lui ont envoyé un message indiquant qu'ils se soulèveraient s'il parvenait à débarquer avec ne serait-ce que 3 000 soldats français. Aussi harcèle-t-il les ministres du roi de France pour lancer un nouveau projet d'invasion, ce qui provoque leur irritation. En secret, il s'associe également avec un consortium nantais fondé par des armateurs et banquiers écossais exilés, en mettant en gage des bijoux de sa mère, Clementina Sobieska.
Ils affrètent une petite frégate, la Du Teillay avec sept hommes d'équipage, ainsi qu'un navire de ligne baptisé l’Élisabeth et équipé par deux ou trois cents hommes. Charles quitte Nantes le 2 juillet 1745 sous le prétexte d'une croisière privée. Charles laisse à son départ une lettre destinée à Louis XV, lui demandant une nouvelle fois son aide dans la révolte. L’Élisabeth embarque en plus de son équipage 700 volontaires de la brigade irlandaise. En cours de route, elle rencontre le HMS Lion (en), un navire de la Royal Navy ; les deux bâtiments sont endommagés par la bataille qui s'ensuit et l’Élisabeth est contraint de battre en retraite vers les côtes françaises. Elle fait cap sur Brest, sous les ordres du lieutenant Pierre-Jean Bart, neveu de l'illustre Jean Bart, qui remplaçait le commandant M. d'Hau, mortellement blessé. La frégate Du Teillay parvient cependant à débarquer Charles et ses « sept hommes de Moidart » sur l'île d'Eriskay dans les Hébrides extérieures le 2 août 1745.
Les clans écossais et leurs chefs montrent d’abord un faible enthousiasme en apprenant l'arrivée sans soldat ni munitions (Alexander MacDonald de Sleat (en) et Norman MacLeod de MacLeod refusent même de le rencontrer), mais Charles se rend à Moidart et, le 19 août 1745, dresse son étendard à Glenfinnan, engageant la seconde révolte jacobite au nom de son père. Environ 1 200 hommes le rejoignent, la plupart du clan MacDonald de Clanranald, du clan MacDonell de Glengarry (en), du clan MacDonald de Keppoch (en), et du clan Cameron. L’armée jacobite marche vers le sud de Glenfinnan, regroupant alors près de 3 000 hommes.

#### Sur la route d’Édimbourg
La plus grande partie de l’armée britannique étant occupée par la guerre de Succession autrichienne dans les Flandres et en Allemagne, une force inexpérimentée d’environ 4 000 hommes était alors stationnée en Écosse sous le commandement de Sir John Cope. Son armée marche vers le nord dans les Highlands pour affronter Charles ; en chemin, elle rencontre un faible soutien de la population en raison de l’impopularité du gouvernement hanovrien de George II. Pensant à tort que l’armée rebelle est plus importante qu’elle n’est en réalité, il évite un engagement avec les jacobites à la Corrieyairack Pass (en), et se dirige vers le nord en direction d’Inverness.
Les jacobites s’emparent alors de Perth et, à Coatbridge, sur la route d’Édimbourg écrasent deux régiments de dragons hanovriens. À Édimbourg, c’est la panique parmi la garde de la ville et les volontaires et, quand le pont de la ville de Netherbow Port est ouvert dans la nuit, une partie des Camerons déborde les sentinelles et prend le contrôle de la ville. Le lendemain, le roi Jacques VIII est proclamé à la Mercat Cross et un Charles triomphant entre au palais de Holyrood.
L’armée de Cope obtient des vivres à Inverness, puis part par la mer d’Aberdeen en direction de Dunbar et rencontre l’armée jacobite lors de la bataille de Prestonpans, à l’est d’Édimbourg, le 21 septembre 1745. Une attaque surprise imaginée par lord George Murray écrase l’armée gouvernementale, ainsi que le célèbre la chanson jacobite Hey, Johnnie Cope, Are Ye Waking Yet? (en). Charles écrit immédiatement à son cousin Louis XV de France, plaidant en faveur d’une prompte invasion de l’Angleterre. Le cabinet du roi à Versailles est cependant réticent à cette manœuvre de diversion qui aurait pu changer le sort des armes. C’est la panique en Angleterre et, à Londres, la chanson patriotique God Save the Queen est chantée partout, priant pour le succès du maréchal Wade ; elle deviendra plus tard l’hymne national britannique.
Les jacobites occupent la ville d’Édimbourg, mais pas son château. Charles tient sa cour au palais de Holyrood pendant cinq semaines, sujet de la plus grande admiration et du plus grand enthousiasme, mais échoue a lever un régiment local. Nombre de Highlanders, d'abord fermiers avant d'être guerriers, rentrent dans leurs foyers avec le butin de la bataille. Le recrutement reprend, bien que les clans whigs opposés aux jacobites soient également parvenus à s’organiser. La France envoie quelques armes et un maigre financement, en promettant de mener une invasion de l’Angleterre avant la fin de l’année. Le Conseil de guerre de Charles, présidé par George Murray, s’oppose à l’idée de quitter l’Écosse. Mais Charles affirme à ses conseillers qu’il a reçu l’assurance des conservateurs anglais d’un soulèvement s’il apparaissait avec son armée en Angleterre, et le Conseil finit par accepter de marcher vers le sud à la majorité d’une voix.

#### Invasion de l'Angleterre
Une armée jacobite de moins de 6 000 hommes est réunie le 3 novembre. Pendant ce temps, le gouvernement a ramené des troupes chevronnées du continent, et une armée menée par le général George Wade se rassemble à Newcastle. Charles veut la combattre mais, suivant l’avis de lord George Murray et du Conseil, son armée se dirige plutôt vers Carlisle et parvient à contourner Wade. À Manchester, environ 250 épiscopaliens forment un régiment, ainsi qu'un certain nombre d'Anglais sensibles à la cause jacobite les rejoignent. À la fin novembre, les navires français accostent en Écosse avec huit cents soldats du régiment royal écossais et de la brigade irlandaise de l’armée française.

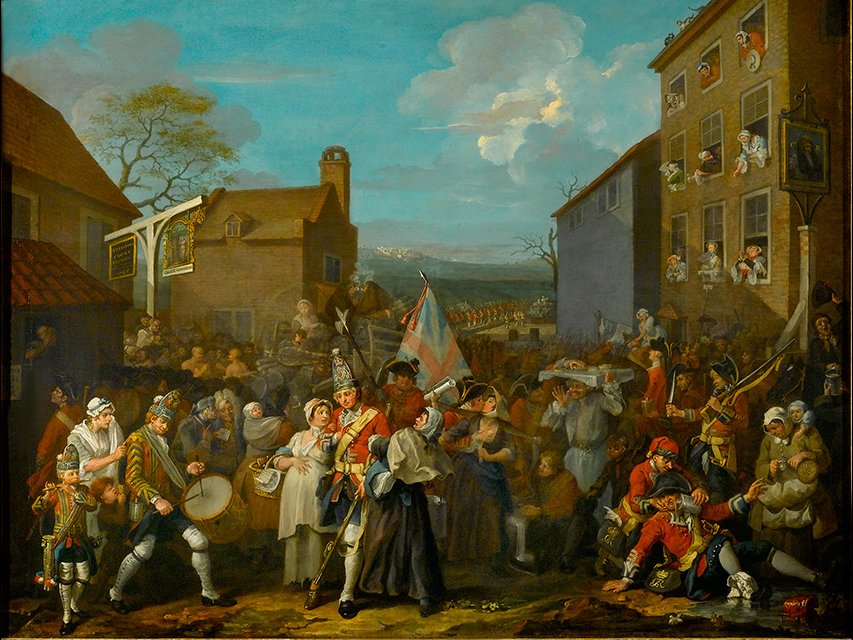
Marche des Gardes de Finchley par William Hogarth (1750), peinture satirique des soldats levés pour défendre Londres face à la rébellion jacobite en 1745.

Cependant, l'armée jacobite se retrouve malgré tout réduite du fait des désertions et compte désormais moins de cinq mille hommes. Murray contourne une seconde armée gouvernementale commandée par William Augustus, le duc de Cumberland et continue sa marche vers le sud. Le 4 décembre, les jacobites entrent à Derby, située à seulement 200 km de Londres. Charles est avisé des progrès de la flotte d’invasion française qui se rassemble à Dunkerque, mais, devant son Conseil de guerre, il est forcé d’admettre que le soutien français s’avère plus qu’hypothétique. Celui-ci sera cependant peu à peu acheminé vers l'Écosse. Tandis que Charles est déterminé à presser le pas vers Londres, le Conseil et lord George lui rétorquent qu'avec les Tories anglais manquant toujours à l'appel, les armées de Wade et de Cumberland qui se rapprochent, l'imposante défense de Londres, et, maintenant, l'absence des Français, la prise de Londres allait s’avérer plus difficile que prévu. De faux renseignements faisaient également état d'une troisième armée anglaise venant à leur rencontre. Ils insistent pour rentrer en Écosse, où se réunissent des forces toujours plus nombreuses.

#### Retraite vers l'Écosse
Cette fois, seul Charles vote en faveur de la poursuite de l’avancée ; il finit par s'incliner, non sans humeur, et affirme que, dorénavant, il ne consultera plus son Conseil. Le 6 décembre, les jacobites battent en retraite. Charles se révèle particulièrement irritable et refuse de prendre la moindre part à la campagne, qui doit son succès à l’excellent commandement de Murray, dont les feintes judicieuses et les plans soigneusement préparés ont permis à l’armée de demeurer pratiquement intacte. La nouvelle de la retraite amène les Français à annuler leur projet d’invasion, qui n’attendait que d’être lancé, en dépit de l'insistance du duc d'Eguilles qui représente Louis XV auprès de Charles-Edouard. Les Tories anglais, qui avaient envoyé un message promettant leur soutien si Charles atteignait Londres, se retirent également de ce mouvement de rebellion contre les souverains hanovriens.
L’arrière-garde est attaquée au nord de l'Angleterre, en Cumbria. Le régiment de Manchester y était resté stationné pour défendre Carlisle et, après un siège mené par Cumberland, se rend finalement aux Anglais. Beaucoup de jacobites meurent au château de Carlisle, où ils sont emprisonnés dans des conditions particulièrement brutales avec des prisonniers écossais. Nombre des cellules révèlent encore aujourd'hui des cavités léchées dans les murs de pierre, car les prisonniers n’avaient que l’humidité et la mousse des pierres pour survivre.
À Noël, les jacobites arrivent à Glasgow et contraignent la ville à approvisionner leur armée. Puis, le 3 janvier, ils partent s’emparer de Stirling et commencent le siège infructueux du château de Stirling. Venant du nord, des renforts jacobites les rejoignent et, le 17 janvier, 8 000 hommes passent à l’offensive devant l’approche du général Henry Hawley, dont ils écrasent l’armée à la bataille de Falkirk.

#### Défaite à Culloden

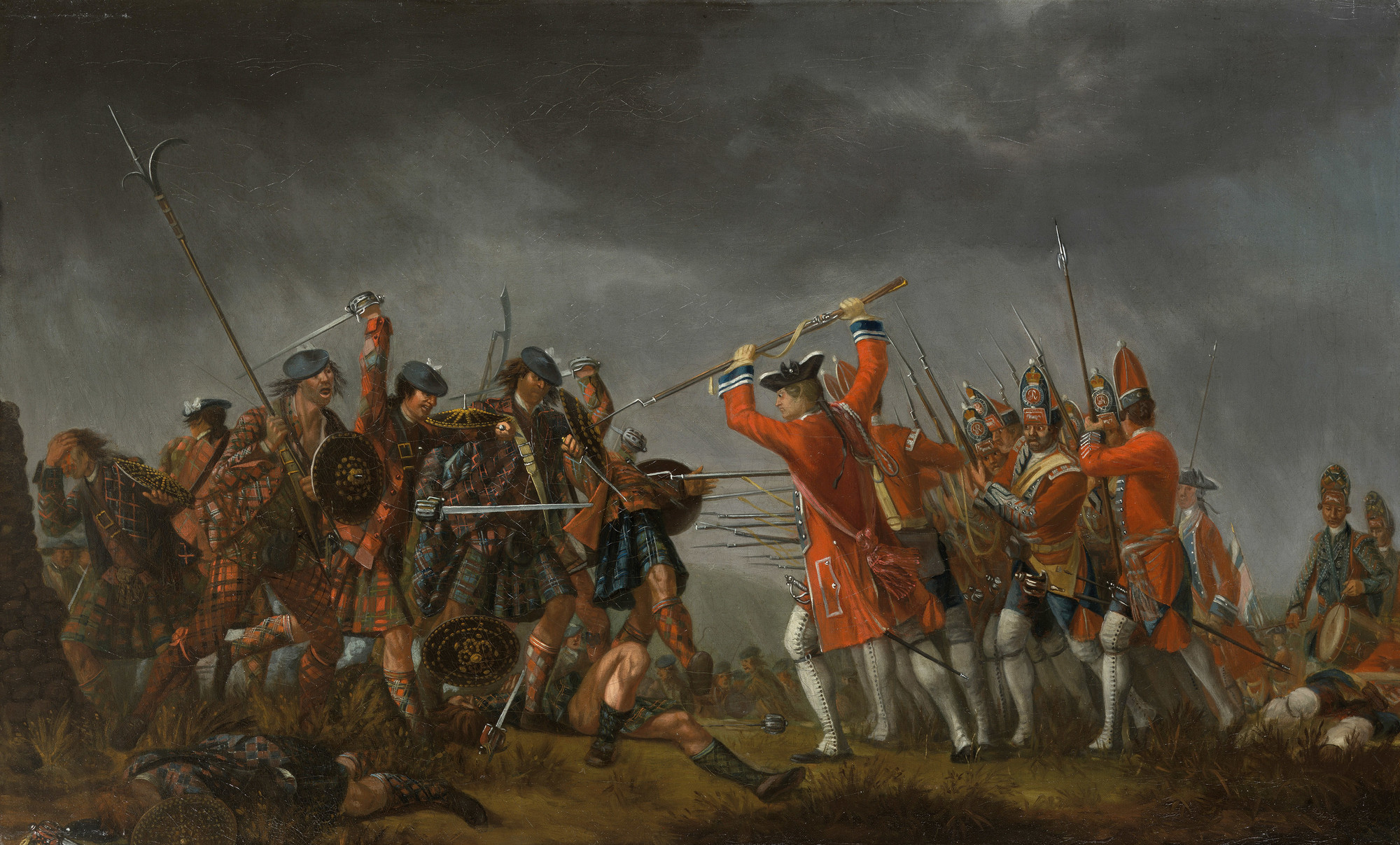
La bataille de Culloden, par Morier.

L’armée jacobite se tourne alors vers le nord. Elle perd hommes et motivation en tentant vainement de s’emparer du château de Stirling et de Fort William, mais elle conquiert Fort Augustus et Fort George à Inverness début avril. Mais le 16 avril 1746, les jacobites sont finalement défaits à la bataille de Culloden, par des forces hanovriennes composées de soldats anglais et écossais et de la milice du clan Campbell, sous les ordres du duc de Cumberland. Une compagnie hessoise est venue renforcer les troupes hanovriennes peu de temps avant Culloden.
La fameuse charge à l’épée des Highlanders qui avait déconcerté tant d’armées anglaises ordonnées lors des batailles précédentes échoue à Culloden à cause de la nature marécageuse du terrain choisi par Charles, qui ne s’y prête guère. Sa tactique hésitante ne fait pas le poids contre l’expérience des hommes de Cumberland, devenus experts dans le maniement de la baïonnette suivant une nouvelle tactique pour résister aux charges. Charles abandonne bientôt son armée, blâmant l'incompétence et la trahison de ses officiers. En réalité, c'est surtout l'artillerie hanovrienne qui a fait des ravages parmi les rangs jacobites.
Le prince Charles se réfugie en France après bien des péripéties. Pour échapper à ses poursuivants, il a même dû se déguiser en dame de compagnie de Flora MacDonald. L’armée de Cumberland écrase la rébellion et anéantit définitivement le jacobitisme en tant que force politique d'importance en Grande-Bretagne. De son côté, Charles-Édouard s’use en de vaines tentatives pour obtenir assistance en Europe, et en divers complots visant à obtenir le soulèvement de ses partisans en Angleterre. Après s'être marié avec une princesse d'origine allemande (Stoltenberg), il renonce à tout espoir de restauration de la dynastie Stuart et se place sous la protection du Vatican.

### Liste des clans qui ont rejoint le prince
Les clans suivants ont rejoint le prince : clan Cameron, clan Chisholm, clan Donald de Keppoch, clan Donald de clan Ranald, clan Donald de Glencoe, clan Drummond (en), clan Farquharson (en), clan Hay, clan Livingstone ou MacLea (en), clan MacBain (en), clan MacColl (en), clan MacDonnell de Glengarry (en), clan Macfie, clan MacGillvary (en), clan MacGregor, clan MacInnes, clan MacKenzie (Cromartie), clan MacKintosh, clan MacIver (en), clan MacKinnon (en), clan MacLachlan (en), clan MacLaren, clan MacNeil de Barra, clan Macpherson (en), clan Menzies (en), clan Morrison (en), clan Ogilvy, clan Oliphant (en), clan Robertson, clan Stewart (en) d’Appin.
En outre, le régiment de Highlanders d’Atholl était largement composé de membres du clan Murray, du clan Fergusson, et du clan Stewart (en) d’Atholl. Un nombre significatif d’hommes du clan Boyd (en), du clan Elphinstone (en), du clan Forbes, du clan Keith (en), du clan MacIntyre (en), du clan MacKenzie, du clan Maclean, du clan MacLeod de MacLeod, du clan MacLeod (en) de Lewis, du clan MacTavish (en), du clan MacMillan (en), du clan Maxwell (en), du clan Ramsay, et du clan Wemyss ont également rejoint l’armée jacobite.
Le clan Fraser de Lovat a également rejoint le prince et combattu à Culloden, alors que l’autre clan Fraser est demeuré neutre. De nombreux hommes du Clan Gordon ont également rejoint les jacobites, menés par le frère du chef, lord Lewis Gordon. Alors que le chef du clan Gordon proclame son soutien au gouvernement britannique, son frère a levé deux régiments en faveur des jacobites.
Plusieurs chefs, qui ont tenté ou prévu de soulever leur clan en faveur du Prince ont été arrêtés ou emprisonnés, notamment Sir James Campbell d’Auchnabreck et Alexander MacDougall de Dunollie, dont la tentative de soulèvement a été arrêtée, le clan Campbell d’Auchnabreck et le clan MacDougall par Campbell d’Argyll ; Sir Hector MacLean et Dugald MacTavish de Dunardry, qui ont soulevé le clan Maclean et le clan MacTavish (en) ont été emprisonnés par les Anglais.

### Étendards jacobites

Étendards de Charles Edouard Stuart
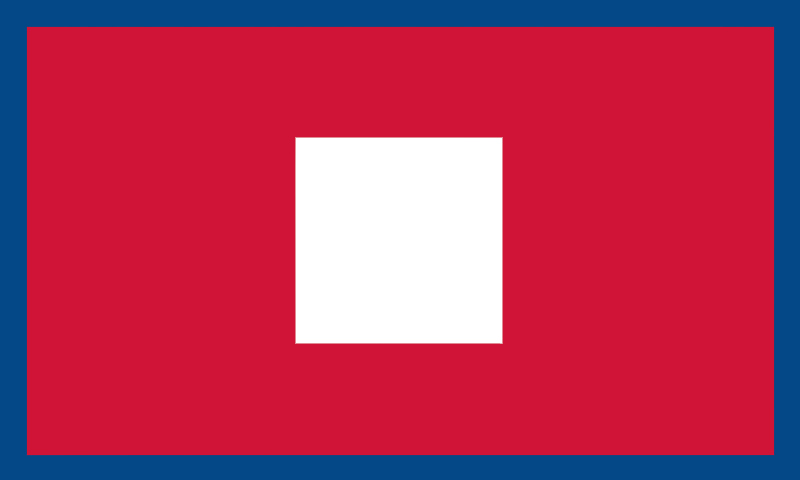

Étendards jacobites capturés à la bataille de Culloden

## Dans la culture populaire
- Le premier roman de Walter Scott, Waverley tourne autour de la révolte de Quarante-Cinq, offrant une description vivante de la bataille de Prestonpans et une description du château de Doune, un bastion jacobite.
- Dans Le Maître de Ballantrae de Robert Louis Stevenson, une famille décide d'envoyer ses deux fils dans chacun des deux camps opposés, pendant la seconde rébellion jacobite, afin d'être assurée de préserver ses domaines, quel que soit le vainqueur. De même, l'intrigue d’Enlevé!, première partie des Aventures de David Balfour, est basée sur des événements réels qui ont eu lieu pendant la révolte.
- Les événements de la rébellion ont inspiré la chanson Crua Chan au groupe Sumo.
- Les événements de la première rébellion jacobite sont racontés dans la chanson Onzième Comte de Mar du groupe Genesis pour leur album Wind and Wuthering.
- Dans l'aventure du Doctor Who intitulée Terror of the Zygons, le Docteur Fourth (interprété par Tom Baker) mange sa galette d'avoine avec seulement une pincée de sel, ce dont il dit avoir pris goût durant les rébellions jacobites.
- La chanson Ye Jacobites by Name fait référence aux révoltes des jacobites.
- Outlander de Diana Gabaldon contant les aventures d'une femme de 1945 qui voyage en Écosse et bascule en 1743 peu avant la bataille de Culloden.